# Brezovk
Brezovk este o localitate din comuna Brda, Slovenia, cu o populație de 8 locuitori.